# 33285 Martinleiva
33285 Martinleiva este o planetă minoră (asteroid), cu un diametru de 6,589 km, din centura de asteroizi. A fost descoperită pe 1 mai 1998 la Stația Anderson Mesa de Lowell Observatory Near-Earth-Object Search. 
Obiectul prezintă o orbită caracterizată de o semiaxă mare de 3,0507982 UAi, o excentricitate de 0,04, o înclinație de 10,77979 ° în raport cu ecliptica.